# 44194 Urmuz
44194 Urmuz este o planetă minoră (asteroid) din centura de asteroizi. A fost descoperită pe 19 iunie 1998 la Caussols de OCA-DLR Asteroid Survey⁠(d) și a fost numită după Demetru Dem. Demetrescu-Buzău. 
Obiectul prezintă o orbită caracterizată de o semiaxă mare de 2,5405251313278 UAi, o excentricitate de 0,14696172635847, o înclinație de 14,214099415071 ° în raport cu ecliptica.